# Kuggom
Kuggom är en tätort i Lovisa stad (kommun) i landskapet Nyland i Finland. Fram till 2010 låg Kuggom i Pernå kommun. Vid tätortsavgränsningen den 31 december 2021 hade Kuggom 270 invånare och omfattade en landareal av 3,23 kvadratkilometer.